# Hotel Hyatt Warschau

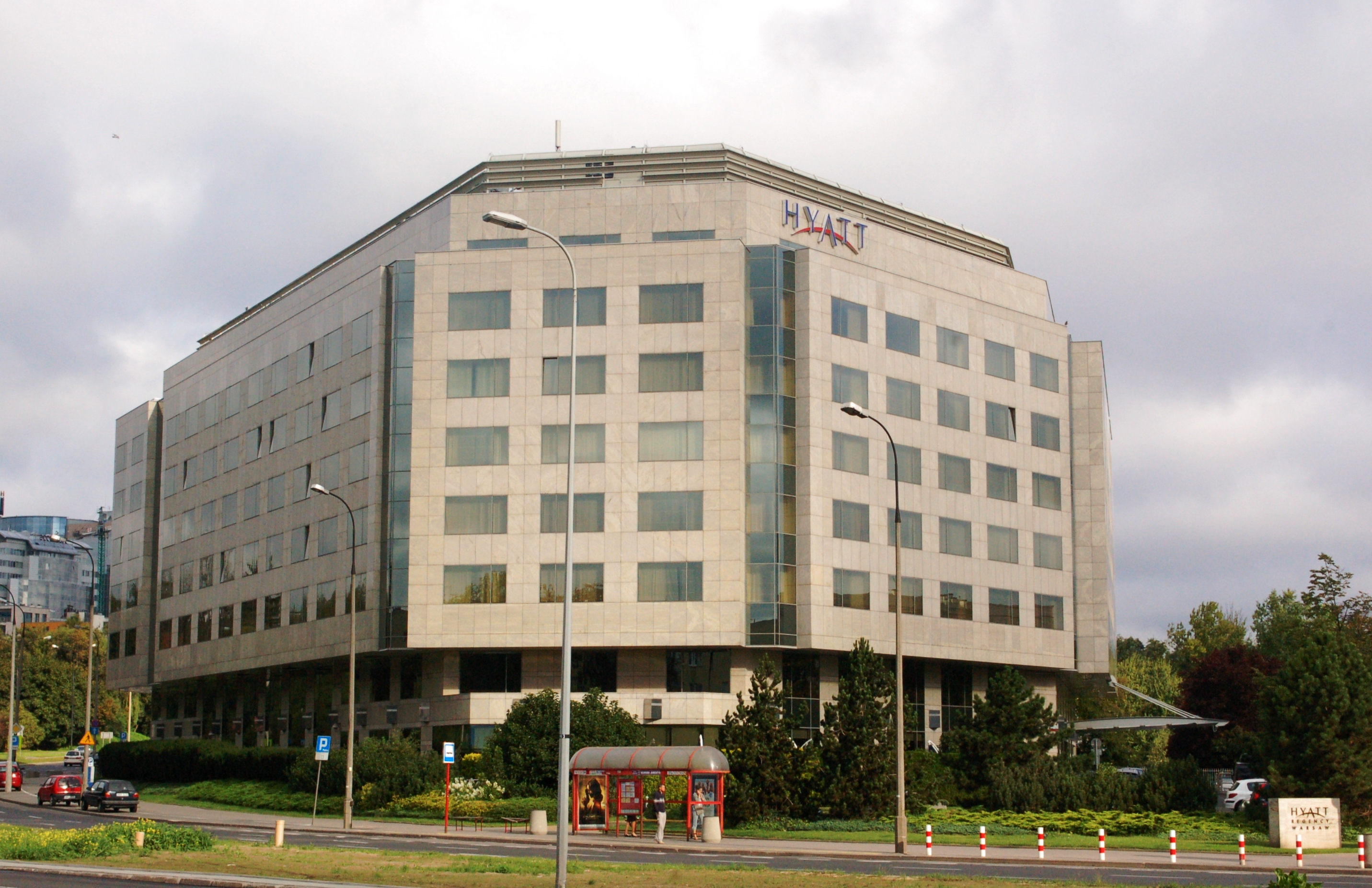
Das 5-Sterne-Hotel von der Kreuzung Belwederska/Spacerowa aus gesehen

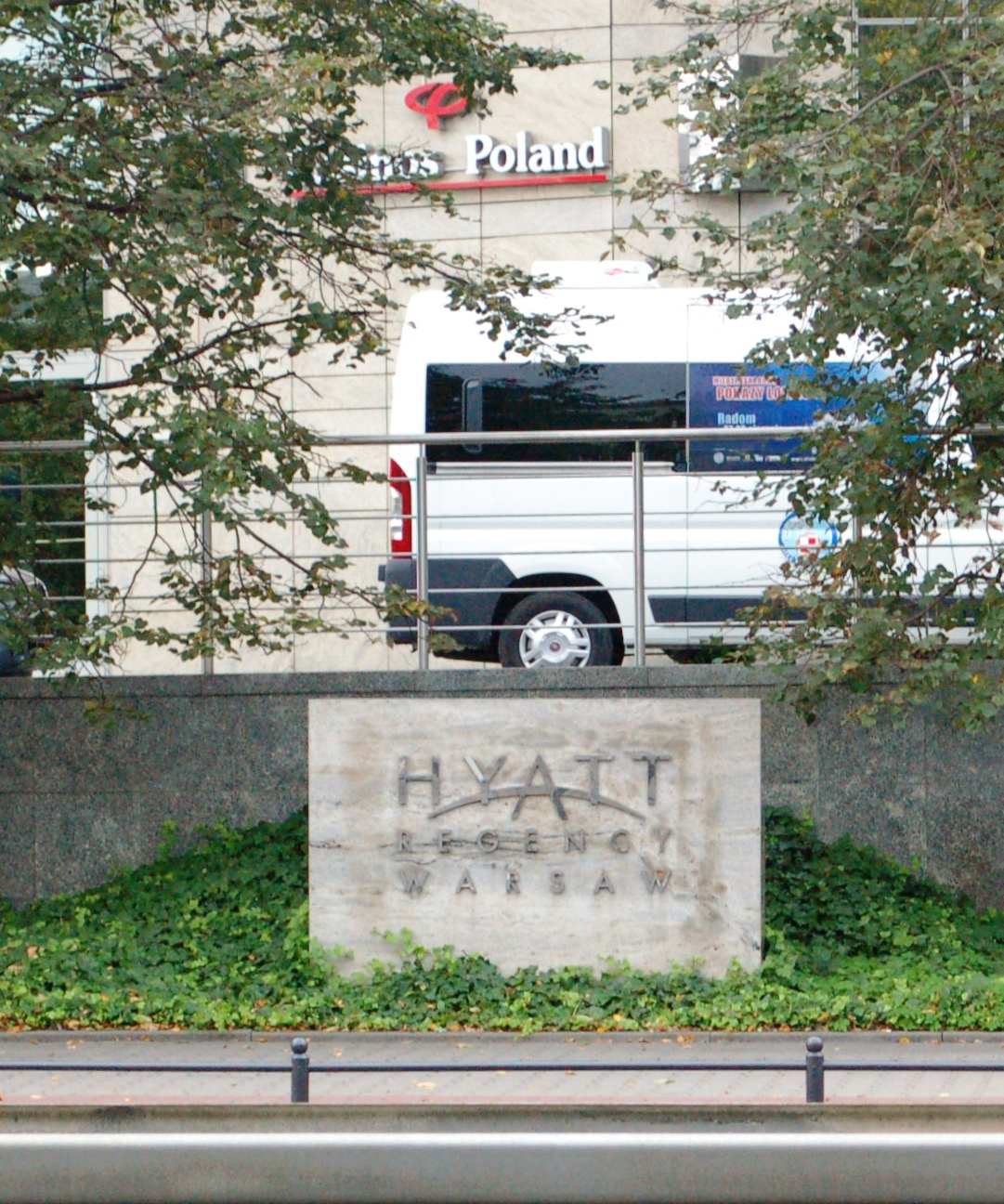
Der gegenüber Straßenniveau erhöhte Parkplatz des Hotels

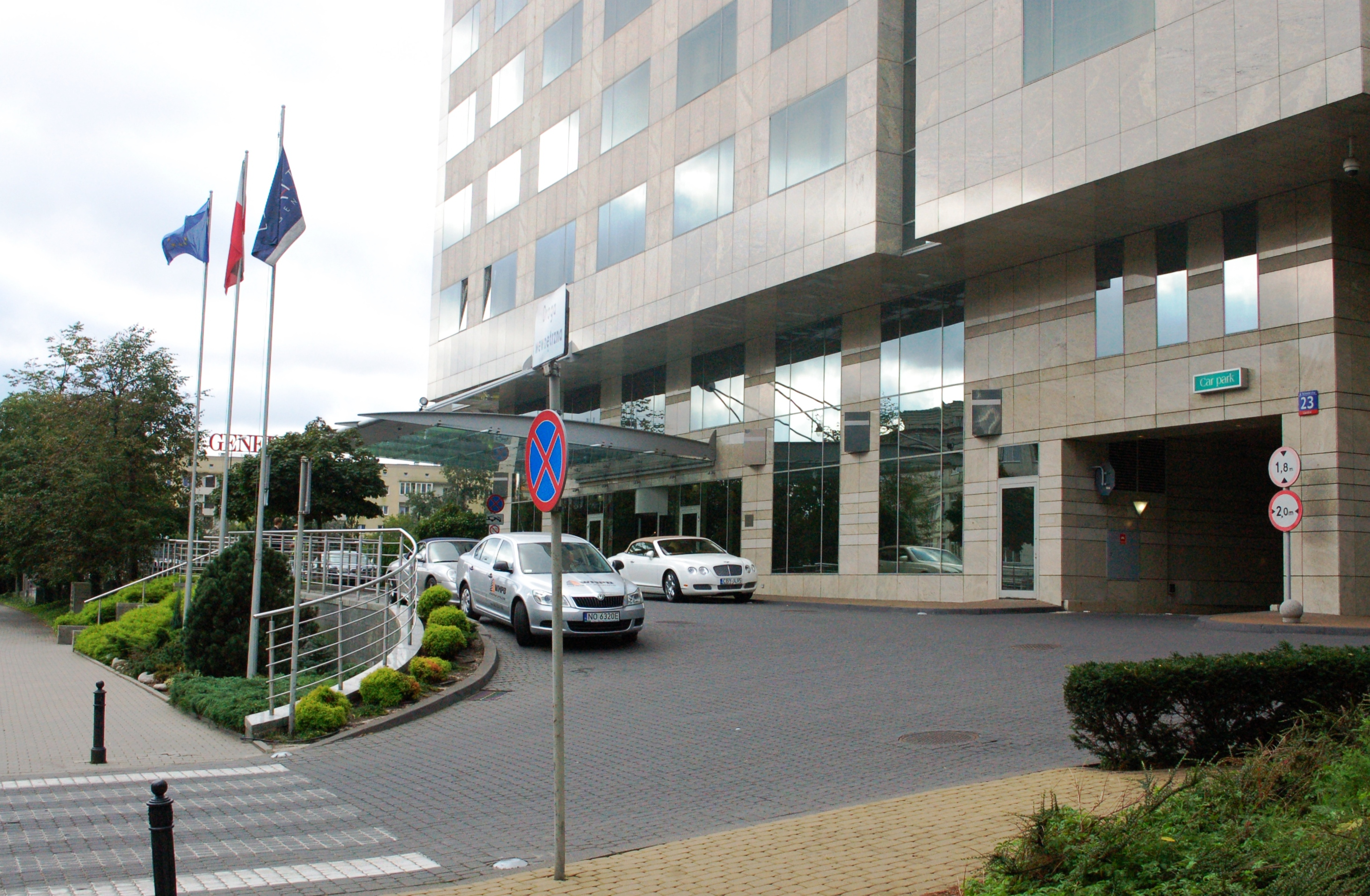
Vorfahrt zum Eingang und zur Tiefgarage

Das Hyatt Regency Warsaw war ein 5-Sterne-Hotel am Rande des Warschauer Innenstadtdistriktes. Das Luxushotel, dessen Bau von Auseinandersetzungen zwischen General- und Bausubunternehmen begleitet war, wurde von der Hyatt Hotels Corporation betrieben. Zu Anfang des Jahres 2014 verkaufte Hyatt das Hotel.

## Lage
Das Hyatt liegt an der Ulica Belwederska (Nr. 23) und damit am historischen Königsweg. In unmittelbarer Nähe befindet sich der Südeingang zum Łazienki-Park, andere Sehenswürdigkeiten Warschaus sind zu Fuß jedoch nicht erreichbar. Das Hotel liegt in einem Dreieck zwischen der vierspurigen Belwederska und der hier sechsspurigen Ulica Spacerowa. Im Norden grenzt das Gebäude der Handelsmission und des Konsulats Russlands sowie das Parkgelände der russischen Botschaft an. Auf der gegenüberliegenden Seite der Belwederska liegt das einfache Hotel „Hera“ der Universität Warschau. Auf der anderen Seite der Spacerowa beginnt der Innenstadtpark „Morskie Oko“.

## Geschichte
Der Bau des Luxushotels war von Auseinandersetzungen zwischen dem beauftragten Generalunternehmen und seinen Bauvertragspartnern begleitet, die nicht nur zu einem Medienecho Anfang der 2000er Jahre führten, sondern auch die Fertigstellung und rechtzeitige Eröffnung des Hotels erheblich verzögerten.

### Beteiligte Unternehmen
Das Hotelgebäude wurde vom Architekturbüro Polsko-Belgijska Pracownia Architektury (das Studio hatte in Warschau bereits den Warta Tower und das Sienna Center entworfen) geplant. Als Investor trat die Cosmar Polska S.A. auf. Generalunternehmer war die Cogei General Construction Company Polska Sp. z o.o. Der Tiefbau wurde von der Warbud S.A. übernommen. Baumanagement und -aufsicht lagen bei Hill International. Betreiber des Hotels ist die Hyatt Hotels Corporation. Das Hotel wurde von 1998 bis 2002 errichtet.

### Finanzskandal
Im Laufe der Bauarbeiten kam es zu von regionalen Medien aufgegriffenen Auseinandersetzungen zwischen dem Generalunternehmer Cogei sowie verschiedenen Bausubunternehmen. Mit Hinweis auf eine vermeintlich schlechte oder verspätete Bauausführung weigerte sich Cogei, Subunternehmen zu bezahlen. Die Cogei forderte von den betroffenen Firmen einen Schadensersatz in Höhe von 50 Millionen Złoty. Der Streit führte zu einer Verspätung des Baufertigstellung und Hoteleröffnung um rund ein Jahr. Gemäß dem Geschäftsführer der Cosmar Polska entstanden dem Investor dadurch Verluste in Höhe von 44 Millionen Złoty. Rund 50 beteiligte Unternehmen klagten zunächst über Nichtbezahlung ihrer Leistungen durch die Cogei, darunter die Firma Instal-Export, die Außenstände von bis zu 23 Millionen Złoty benannte.
Die klagenden polnischen Baufirmen äußerten gegenüber Medien die Befürchtung, dass nach Fertigstellung des Hotels die eigens zum Bau gegründete Cogei mit der Differenz der von ihr ausgehandelten Generalvertragssumme und den ausbezahlten Beträgen an Subunternehmer im Rahmen eines Bankrottes verschwinden könnte. Der polnische Parlamentsabgeordnete Grzegorz Gruszka wandte sich deshalb im April 2000 an die Justizministerin Polens mit einer Anfrage (Nr. 610), ob und wann es zu einer Strafverfolgung der von verschiedenen Unternehmen beklagten Cogei kommen werde.
Es kam zu Protesten und Kundgebungen gegen die „italienischen Gauner“ (polnisch: Włoski naciągacze) vor dem Hotelbau. Nach Klärung von Forderungen kleinerer Vertragspartner blieben die Forderungen von und gegen fünf große Subunternehmer (ABB Instal, Almides, Instal-Export, Instal Poznań, Tanaka) strittig, die vor einem Arbitragegericht geklärt wurden.
Auch wenn die Firma Hyatt selbst nicht zu den Streitparteien gehörte, litt die Marke dieser Hotelkette durch die negative Medienberichterstattung, die zu Emotionen bei der Bevölkerung führte.

### Evakuierung wegen Bombenalarms
Im August 2003 kam es zu einem Bombenalarm mit anschließender Evakuierung des Hotels. Ein Mitarbeiter des Hotels hatte ein bombenähnliches Spielzeug in einem der Zimmer entdeckt und den Alarm ausgelöst. Ein Großeinsatz von Feuerwehrfahrzeugen und Streifenwagen wurde ausgelöst.

### Wahlabend im Hotel
Im Oktober 2007 wurde bekannt, dass der Wahlabend der Partei Prawo i Sprawiedliwość im Hyatt stattfinden sollte. Die Auswahl des teuren Hotels als Veranstaltungsort wurde vom politischen Gegner kritisch kommentiert.

## Architektur
Das Gebäude wurde auf Basis einer leichten Stahlkonstruktion errichtet (nach einem Projekt von Jerzy Czyż, Leszek Klajnert und Tomasz Tomaszewski). Es hat die Form eines unregelmäßigen Dreiecks, in dessen Innenhof sich das vollüberglaste Café (bzw. die Bar) befindet. Das Hotel verfügt über eine Nutzfläche von 30.000 Quadratmetern, die über neun Stockwerke verteilt sind. Neben 250 Zimmern und Suiten gibt es eine Tiefgarage sowie eine Swimmingpool/SPA-Landschaft und mehrere Restaurants, darunter das „Ventri Tre“. Im Kellergeschoss befindet sich ein Spielcasino (Casinos Poland).
Äußerlich wenig beeindruckend, ist die Innenausstattung in ihrer Kombination von Einfachheit, Funktionalität und Qualität der verwendeten Materialien gelungen. Einrichtungsgegenstände stammen vom Designer Lorenzo Bellini. Der Lobbybereich hebt sich in seiner schlichten modernistischen Gestaltung von der eher opulenten Ausstattung anderer Luxushotels der Stadt ab.

## Bedeutende Gäste
- Dmitri Medwedew[15]